# جولای نارنجی
جولای نارنجی (نام علمی: Ploceus aurantius) نام یک گونه از سرده جولاها است.